# Rubus leucodermis
Rubus leucodermis está intimamente relacionada com a framboesa negra ocidental  Rubus occidentalis. O nome leucodermis significa "pele branca", referindo-se à aparência branca das hastes devido a uma espessa cobertura de cera sobre a superfície.
Rubus leucodermis é um arbusto decíduo, crescendo 0,5–3 m de altura, com ramos espinhosos. Enquanto a coroa é perene, as canas são bienais, crescendo vigorosa e vegetativamente um ano, florando e frutificando no segundo ano, e em seguida morrem. Como em outras framboesas escuras, as pontas das canas do primeiro ano (primocanas) frequentemente crescem para em direção ao solo, enraízam e formam camadas de pontas que se tornam novas plantas. As folhas são pinadas, com cinco folhetos nos caules de primeiro ano, e três folhetos nos ramos de floração, com flores brancas e mais raramente, de flores roxas claras. O fruto tem diâmetro de 1-1,2 cm, cor vermelho para vermelho-púrpura inicialmente, virando roxo escuro, quase negra quando maduros. A fruta tem alto conteúdo de antocianinas e ácido elágico.
O fruto é a base do sabor de framboesa azul, um sabor popular para doces, xaropes e outros doces.
É uma espécie variável, e forma híbridos naturais com outras espécies no subgênero Idaeobatus. Três variedades são reconhecidas:
- Rubus leucodermis var. leucodermis - Alaska até Chihuahua
- Rubus leucodermis var. bernardinus Jepson - sul da Califórnia
- Rubus leucodermis var. trinitatis Berger - sul da Califórnia